# ايليا فولكوف
ايليا فولكوف (بالإنجليزية: Ilya Volkov)‏ (مواليد 19 أبريل 2002 في مينسك)، هو مغني وراقص بيلاروسي بدأ مسيرته الفنية عام 2008. اشتُهر بتمثيله لبلاده في النسخة 11 لمسابقة الأغنية الأوروبية للأطفال بأغنيته Poy so Mnoy (غنّي معي) سنة 2013.

## حياته ومسيرته الفنية
ولد فولكوف في 19 أبريل 2002 في مينسك عاصمة بيلاروسيا. وكان مُهتماً بالموسيقى منذ صِغره. والدته موسيقية شعبية، ولاحظت موهِبة إبنها الفنية.
عندما كان ايليا بعمر ستة سنوات، أرسله والداه إلى مدرسة الفنون المسرحية. وفاز فولكوف بالعديد من مسابقات الرقص. وكان أفضل فوز معروف له في بطولة قاعة الرقص البيلاروسية. وقال أنه تنافس في مسابقات مثل الحركة الجديدة 2011، كأس أوروبا 2012، والدور نصف النهائي في مسابقة نيو وييف عام 2013.

## وصلات خارجية
- الموقع الإلكتروني